# Parachironomus aberrans
Parachironomus aberrans är en tvåvingeart som beskrevs av Spies, Fittkau och Reiss 1994. Parachironomus aberrans ingår i släktet Parachironomus och familjen fjädermyggor.
Artens utbredningsområde är Venezuela. Inga underarter finns listade i Catalogue of Life.